# SimCity Societies
SimCity Societies là một game mô phỏng xây dựng thành phố được hãng Tilted Mill Entertainment phát triển và Electronic Arts phát hành, và là một phần của dòng game SimCity. Lối chơi khác biệt đáng kể so với các tựa game SimCity trước đây, tập trung nhiều hơn vào phát triển xã hội. SimCity Societies được phát hành vào ngày 13 tháng 11 năm 2007 và nhận được nhiều ý kiến trái chiều, với lời khen ngợi về khả năng tiếp cận và hình ảnh được cải thiện của trò chơi, nhưng chỉ trích là quá đơn giản và có hiệu suất kém.

## Lối chơi

Một thành phố tư bản, hiển thị chu kỳ ngày và đêm trong trò chơi

SimCity Societies có lối chơi khác so với các tựa game SimCity trước đây ít tập trung vào "vai trò của nhà quy hoạch thành phố chặt chẽ hơn", và tập trung nhiều hơn vào "kỹ thuật xã hội". Tilted Mill Entertainment cũng làm giảm sự phức tạp của SimCity Societies sau khi các trò chơi trước đó trong sê-ri được Will Wright mô tả là quá phức tạp. Sự phức tạp đã giảm đi bằng cách loại bỏ sự cần thiết phải đặt đường ống nước và mạng lưới điện. Khả năng tài trợ cho các tòa nhà riêng lẻ, tiến hóa xây dựng và phân vùng cũng không được đề cao trong trò chơi. Hệ thống cố vấn của các phiên bản SimCity trước đây đã được thay thế, với trạng thái của thành phố thay vào đó được biểu thị cho người chơi bằng hành vi của công dân, với mỗi tòa nhà có ảnh hưởng đến hành vi của công dân. Hơn nữa, có một hệ thống giải thưởng để cung cấp cho người chơi quyền tiếp cận các loại công trình mới và các tính năng khác khi họ đáp ứng các mục tiêu nhất định.
Sáu tính năng "giá trị xã hội" có mặt trong SimCity Societies, xác định các thuộc tính của một thành phố. Sáu giá trị xã hội là năng suất, thịnh vượng, sáng tạo, tâm linh, uy quyền và kiến thức. Tập trung vào một "giá trị xã hội" nhất định có thể thay đổi diện mạo trực quan của một thành phố, ví dụ, "giá trị xã hội" có thể dẫn đến dàn camera an ninh xuất hiện trên các tòa nhà. "Giá trị xã hội" cũng có thể ảnh hưởng đến những gì mà các loại công trình này được người chơi mở khóa.
Trò chơi "hoàn toàn tùy biến" và cho phép người chơi tùy chỉnh các tòa nhà, trang trí, công dân và quy tắc game riêng lẻ. Trước khi phát hành, khi đề cập đến độ sâu mà trò chơi sẽ cho phép tùy chỉnh, đại diện của Tilted Mill Entertainment tuyên bố rằng những người thành thạo C# và XML sẽ có thể dễ dàng chỉnh sửa lối chơi. Hãng cũng thông báo rằng một trao đổi trực tuyến sẽ được cung cấp để cho phép trao đổi các loại công trình kiến trúc.

## Phát triển
Ngày 5 tháng 6 năm 2007, Tilted Mill Entertainment  tuyên bố rằng họ đang phát triển SimCity Societies thay vì Maxis, công ty đã phát triển SimCity 4. Maxis đã không phát triển tựa game này thay vào đó là do sự tập trung của họ dành cho việc phát triển Spore. Phản ứng ngay lập tức là tiêu cực, đặc biệt là trên các diễn đàn chính thức của nhà phát triển đối với trò chơi này. Phản hồi trực tiếp từ các nhà phát triển đã cố gắng giảm bớt một số lo ngại.

## Đón nhận
SimCity Societies nhận được nhiều ý kiến trái chiều. GameZone đánh giá cao khả năng tiếp cận của trò chơi và lối chơi "vô trùng" ít hơn so với các tựa game trước trong sê-ri SimCity, và Game Informer kết luận rằng những thay đổi trong lối chơi là "sáng tạo". 1UP.com đã đem ra so sánh SimCity Societies với dòng game The Sims và mô tả lối chơi này "đủ gây nghiện" và có "cảm giác lan tỏa rằng thành phố của bạn là một thực thể duy nhất" với các tính năng, như giải thưởng thành tích, để khiến người chơi quan tâm. Tuy nhiên, hiệu năng máy tính và thiếu thông tin trong trò chơi đã bị chỉ trích.
GamePro đã mô tả SimCity Societies là "đơn giản hóa" và "cực kỳ dễ dàng" với "tai ương tốc độ khung hình". Đánh giá kết luận rằng trò chơi "cố gắng đưa nhượng quyền theo hướng tốt hơn nhưng cuối cùng nó bị lạc đường". GameSpot tuyên bố rằng SimCity Societies là một "spin-off mờ nhạt", và mặc dù đánh giá của họ ca ngợi hình ảnh và hiệu ứng âm thanh của trò chơi, nó mô tả đồ họa "chậm chạp", và chỉ trích lối chơi vì thiếu kết nối giữa hạnh phúc sim và "giá trị xã hội", cũng như quá dễ dàng. Đánh giá của GameSpy kết luận rằng tựa game này "có thể thú vị" đối với người dùng thông thường, nhưng nó thiếu độ sâu của trò chơi dành cho những game thủ "khó tính". Nó cũng nhận xét về "weighty yêu cầu hệ thống nặng nề" của game. IGN mô tả lối chơi là "quá độc đoán" và "khó hiểu" và cũng nhận xét về sự thiếu kết nối giữa hạnh phúc sim và "giá trị xã hội". Đánh giá chỉ trích sự thiếu thực tế trong lối chơi, đưa ra ví dụ về các trạm cứu hỏa kiếm tiền cho thành phố, nhưng đã tiếp tục ca ngợi hình ảnh của trò chơi. Các trang web tổng hợp kết quả đánh giá cho điểm số 62.65% trên GameRankings, và 63 (trên 100 điểm) cho Metacritic.
Đáp lại những lời chỉ trích, bản cập nhật thứ hai đã được phát hành để sửa lỗi và thêm các tính năng mới cho trò chơi. Trong bản cập nhật này, ba chế độ mới đã được đưa vào mục "Creative play". Các chế độ này, theo thứ tự, "Basic", "Hardcore" và "Nightmare". Chế độ Basic là dễ nhất trong ba chế độ nhưng khó hơn chế độ thử thách nhất từ phiên bản phát hành của trò chơi. Ba bản cập nhật tiếp theo đã được phát hành, thêm vào các tính năng bổ sung cho SimCity Societies bao gồm sáu kịch bản game mới, chính sách của thành phố như chăm sóc y tế toàn cầu, chi phí bảo trì công trình và điều chỉnh thu nhập thành phố và tấn công UFO.

## SimCity Societies: Destinations
Ngày 23 tháng 6 năm 2008, một bản mở rộng được phát hành có tiêu đề SimCity Societies: Destinations. Trọng tâm chính của trò chơi là du lịch, với các tính năng mới cho phép người chơi xây dựng các điểm du lịch.

Ảnh chụp màn hình hiển thị các tính năng của SimCity Societies: Destinations.

Các điểm đến có thể được tạo bởi người chơi bao gồm khu nghỉ mát trượt tuyết, khu nghỉ mát bãi biển và công viên giải trí. Du lịch hàng không và du lịch dưới nước cũng đã được giới thiệu trong game, cùng với một loại công cụ tạo màn được cải tiến.
SimCity Societies: Destinations nhận được nhiều ý kiến trái chiều. GameZone đã mô tả tựa game này là một "bản mở rộng kha khá", nhưng "không phải là một bản mở rộng". Đánh giá mô tả trò chơi khó khăn hơn bản phát hành ban đầu của SimCity Societies, nhưng "với nội dung vừa đủ để làm cho nó mới mẻ". GameSpot nhận xét rằng bản mở rộng "làm cho một trò chơi kha khá trở thành một trò chơi hay ho", và tiếp tục ca ngợi sự phức tạp gia tăng của trò chơi. IGN kết luận rằng SimCity Societies: Destinations "cuối cùng bắt đầu làm cho SimCity Societies cảm thấy xứng đáng với cái tên SimCity." Đánh giá của họ thừa nhận sự chỉ trích của IGN về phiên bản gốc vì thiếu định hướng và ca ngợi bản mở rộng để cải thiện lối chơi. Tuy nhiên, bài đánh giá cũng chỉ trích trò chơi về hiệu suất và tốc độ khung hình kém. 1UP.com cũng chỉ trích hiệu năng kém của trò chơi và mô tả bản mở rộng là dự phòng cho các bản vá lỗi có sẵn cho SimCity Societies. PC Gamer UK đánh giá SimCity Societies: Destinations là "phần bổ trợ yếu kém cho tựa game cải tiến". Các trang web tổng hợp kết quả đánh giá đã cho số điểm 67.80% trên GameRankings, và 62% trên Metacritic.